# GBU-57
GBU-57 (англ. Massive Ordnance Penetrator (MOP)) — керована протибункерна авіаційна бомба. GBU-57 створена для знищення цілей, розташованих глибоко під землею. Виготовляється в США авіабудівним концерном Boeing.
Цей вид бомб є найважчим неядерним боєприпасом на озброєнні США. Стратегічний бомбардувальник B-2 Spirit є єдиним літаком ПС США, здатним нести важку бомбу довжиною 6,2 м та масою 13,6 т.

## Історія
У 2002 році компанії Northrop Grumman та Lockheed Martin працювали над розробкою 30 000-фунтів (13 600 кг) зброї для проникнення в землю, але фінансування та технічні труднощі призвели до припинення розробки. Після вторгнення до Іраку в 2003 році аналіз об'єктів, які зазнали атак з використанням бомб для знищення бункерів, виявив погане проникнення та недостатній рівень руйнувань. Це відродило інтерес до розробки більшого протибункерного боєприпаса, і проєкт MOP був ініційований Агентством зі зменшення загрози оборони США для виконання давньої вимоги Повітряних сил.
ПС США офіційно не повідомляли про конкретні військові вимоги до надвеликої бомби, але розробили концепцію колекції дуже великої проникливої та вибухової зброї: так звану колекцію «Big BLU», яка включає бомбу GBU-43/B MOAB (Massive Ordnance Air Blast — масований повітряний вибух). Розробку MOP здійснило Управління боєприпасів Дослідної лабораторії ПС на авіабазі Еглін, а конструкторські та випробувальні роботи виконала компанія Boeing. Передбачалося, що бомба буде наводитися за допомогою GPS та буде розміщена на літаках B-2 Spirit та B-21 Raider.
У липні 2007 року компанія Northrop Grumman оголосила про контракт на модернізацію бомбардувальника-невидимки на 200 мільйонів доларів. Після завершення модернізації кожен з B-2 ПС США був спроєктований для перевезення двох 14-тонних контейнерів, чого було достатньо для GBU-57.
Починаючи з 2008 року, MOP успішно пройшов випробування в різних умовах, включаючи випробування ракетних саней на швидкісній випробувальній трасі Холломан та розгортання зі стратегічних бомбардувальників B-52 та B-2 на ракетному полігоні Вайт-Сендс.
У жовтні 2009 року ABC News повідомила, що Пентагон звернувся до Конгресу з проханням та отримав дозвіл на перерозподіл фінансування з метою пришвидшення проєкту. Затримки з фінансуванням та вдосконалення запланованого графіка випробувань означали, що бомба не буде розгорнута до грудня 2010 року, на шість місяців пізніше запланованої дати доступності.
У квітні 2011 року ПС США замовили вісім GBU-57 та допоміжне обладнання на суму 28 мільйонів доларів.
У вересні 2011 року ПС США отримали 20 бомб, призначених для доправляння бомбардувальником B-2. У лютому 2012 року Конгрес схвалив виділення 81,6 мільйона доларів на подальший розвиток та вдосконалення зброї.
У листопаді 2011 року агентство Bloomberg повідомило, що Командування глобального удару ПС почало отримувати GBU-57 і що постачання «відповідатиме вимогам поточної оперативної потреби». До листопада 2011 року Повітряні сили отримали 16 GBU-57. У березні 2012 року на авіабазі Вайтмен був «оперативний запас».
У 2012 році Пентагон запросив 82 мільйони доларів на розробку більшої пробивальної здатності для існуючої зброї. У звіті за 2013 рік зазначалося, що розробка була успішною, і того ж року розпочалося інтеграційне тестування B-2.
У січні 2015 року Пентагон провів навчальне бомбардування з застосуванням GBU-57. Військові США симулювали атаку на фабрику зі збагачення урану, яка розташована поруч із містом Кум, на глибині близько 80 м під горою та значно укріплена бетоном.
Командування ПС США підписала з авіабудівним концерном Boeing контракт на доопрацювання бомб GBU-57 у 2015 році. До 2018 року боєприпас модернізували, удосконаливши характеристики для атаки важковражальних і глибоко розташованих цілей.
У травні 2024 ПС США зробило заяву, що завод, котрий виробляє GBU-57 і розташований на південному сході Оклахоми, розширюється, аби щонайменше в три рази збільшити щомісячне виробництво найбільшої в країні неядерної бомби. Представники заводу повідомили агентству Bloomberg News, що це дозволить виробляти до шести або, ймовірно, восьми бомб на місяць, тобто в рази більше ніж раніше (дві на місяць).

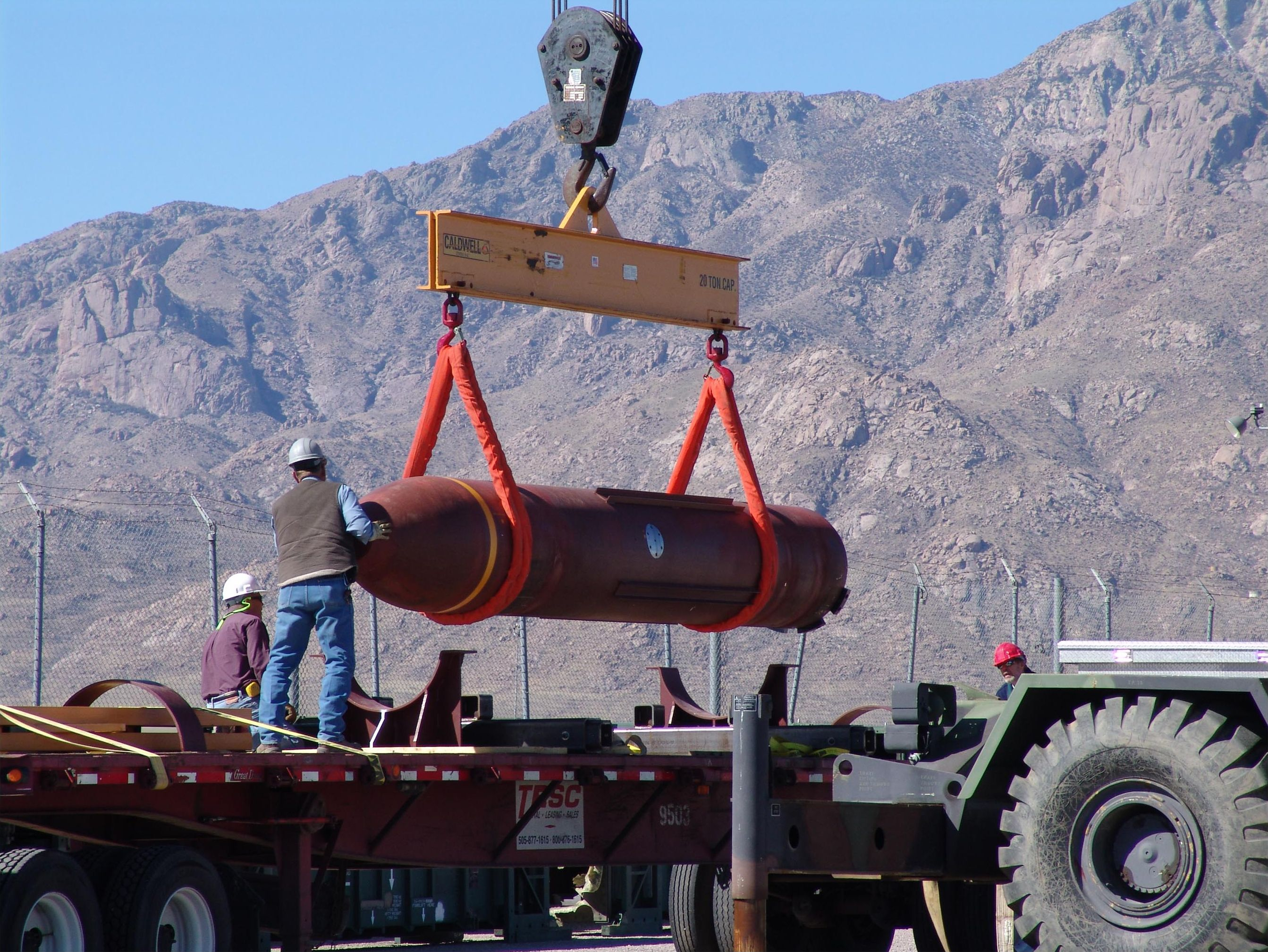
Розвантаження зразка в рамках підготування до першого вибухового випробування, 2007 рік.
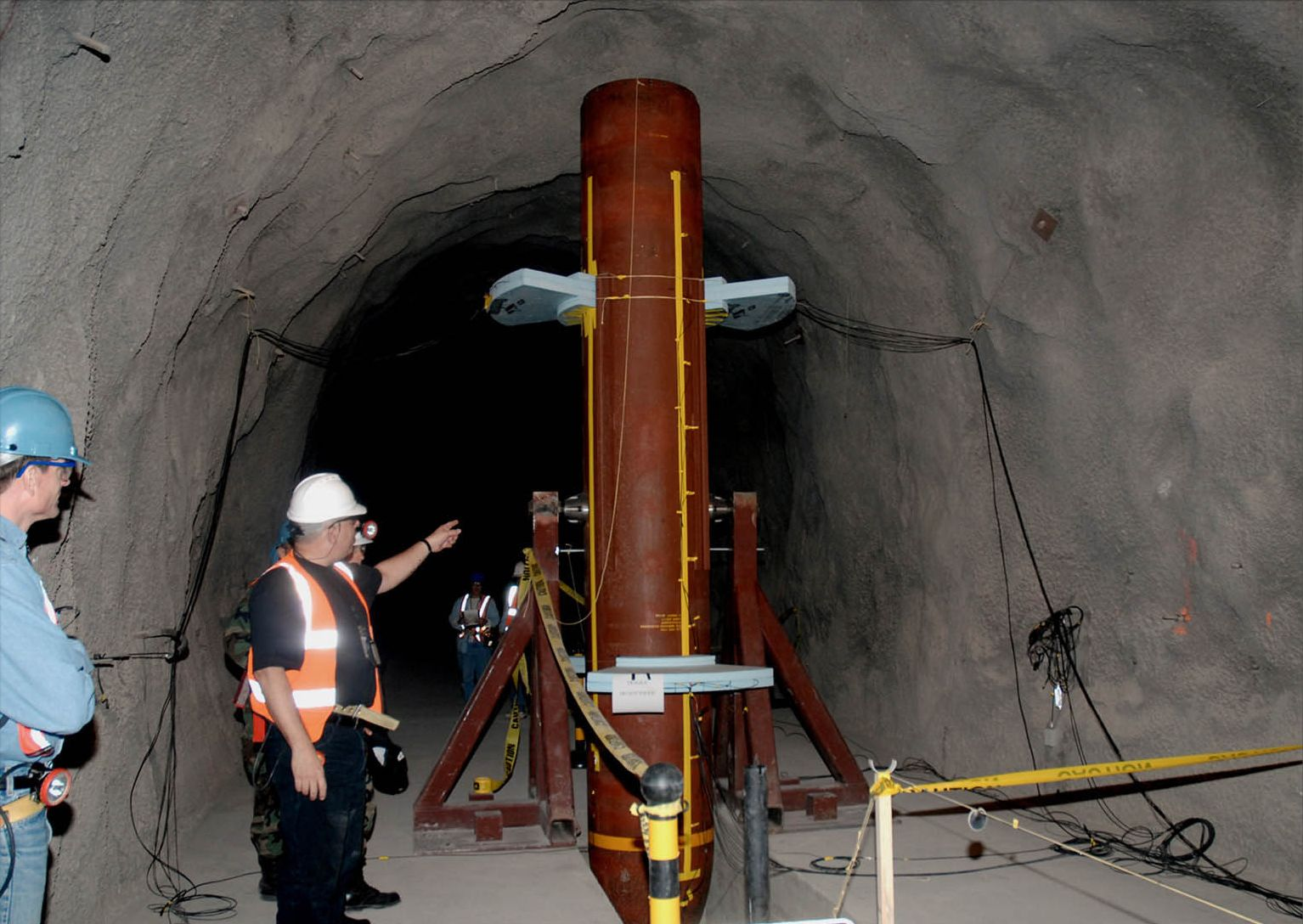
Зразок на ракетному полігоні Вайт-Сендс перед першим вибуховим випробуванням, 2007 рік.
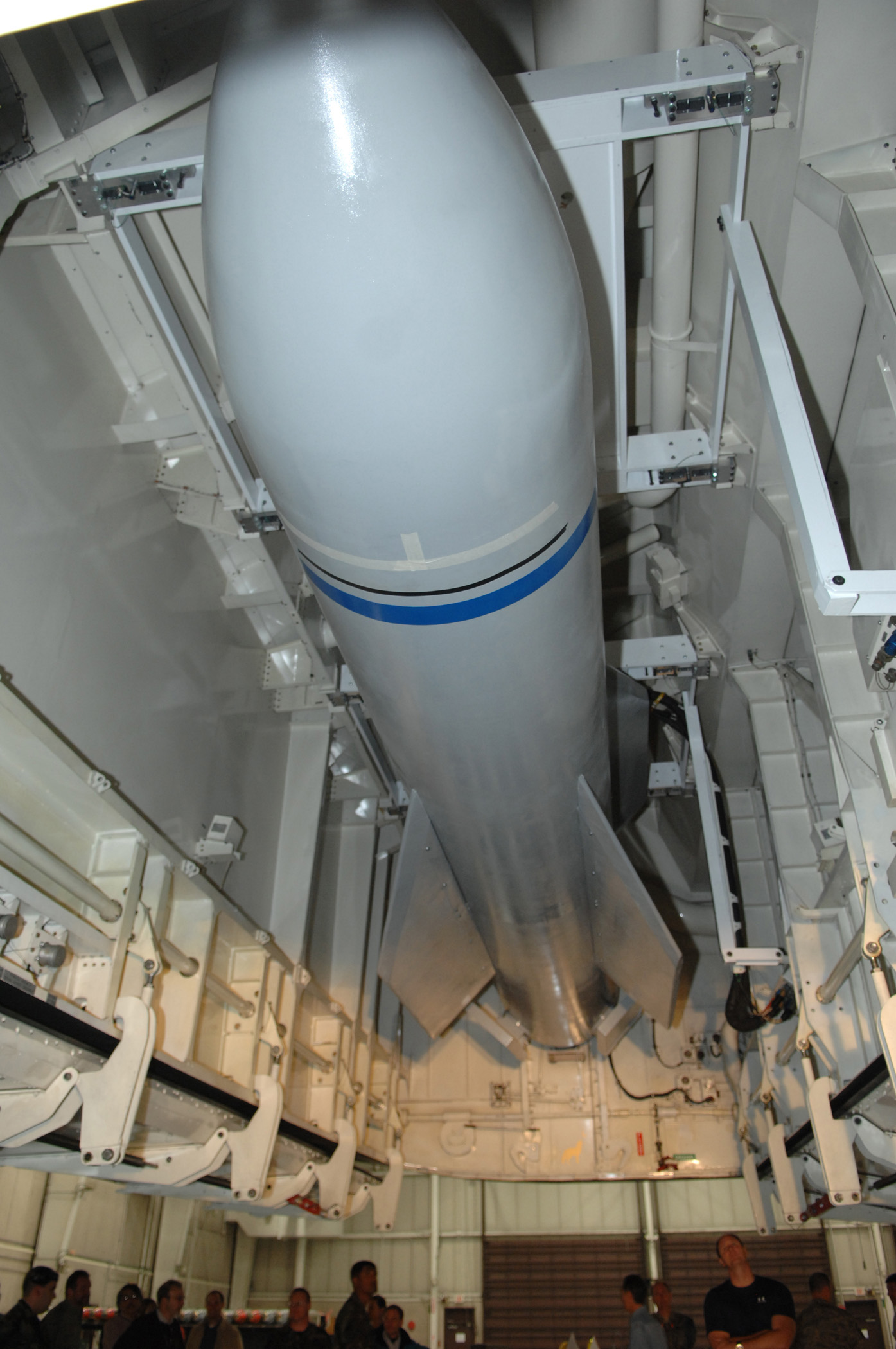
Макет всередині бомбового відсіку симулятора B-2, 2007[13].
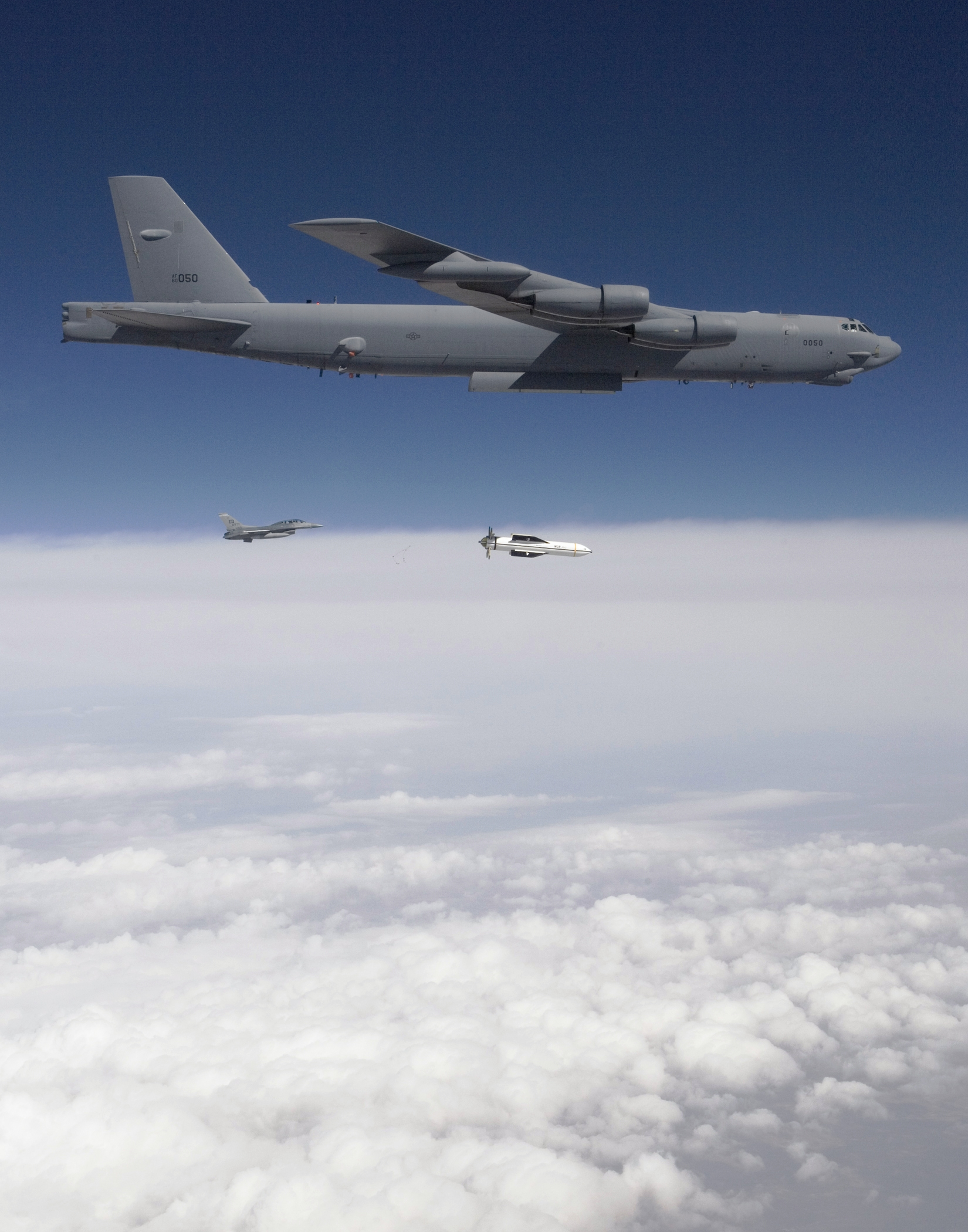
B-52 випускає GBU-57 під час випробування зброї, 2009 рік.

## Характеристики
- Довжина : 6,2 м
- Діаметр : 0,8 м
- Вага : 12 300 — 13 600 кг

Схематичне зображення бомби

- Маса вибухової речовини : 2 423 кг
  - AFX-757 : 2 082 кг
  - PBXN-114 : 341 кг
- Проникнення : до 60 метрів невизначеного матеріалу[31]
- Носій: стратегічний бомбардувальник B-2 Spirit

Інше джерело повідомляє про пробиття до 60 м у залізобетон із міцністю 5000 psi (34 МПа) та 8 м у залізобетон із міцністю 10 000 psi (69 МПа); при цьому зазначається, що ці значення можуть бути помилковими й насправді вказані спочатку у футах, а не метрах. Якщо це так, то пробивна здатність становитиме до 18 м (60 футів) у бетон 5000 psi (34 МПа) і 2,4 м (8 футів) у бетон 10 000 psi (69 МПа).
При вазі 13,6 тонни вона здатна «заритися» на 60 метрів під землю і на 16 метрів у бетон перед тим, як здетонувати. За деякими даними, GBU-57 обладнана електронними контрзаходами з метою протидіяти іранським «глушилкам».
Маса вибухової речовини складає близько 20 % від загальної маси бомби, решта — металевий корпус. В бомбі використана суміш вибухових речовин AFX-757 та PBXN-114.

## Основні частини
Боєголовка важить 4 590 фунтів (2 082 кг) AFX-757 та 752 фунти (341 кг) PBXN-114, що забезпечує загальне корисне навантаження вибухівки 5 342 фунти (2 423 кг). Ці високоефективні вибухові речовини на полімерному зв'язку оптимізовані для контрольованої детонації в обмежених просторах. Корпус бомби виготовлений зі сталі Eglin високої щільності, розробленого для того, щоб витримувати екстремальні напруження глибокого проникнення перед детонацією.
Для забезпечення точного наведення GBU-57 використовує комбінацію наведення за допомогою глобальної системи позиціонування та інерційної навігаційної системи (GPS/INS). Ця інтегрована система дозволяє бомбі вразити ціль за кілька метрів від неї. Час детонації контролюється великим проникним інтелектуальним детонатором (LPSF), який регулює момент вибуху залежно від глибини удару та характеристик підземної споруди.
У польоті бомба стабілізується за допомогою решіткових стабілізаторів, які допомагають підтримувати траєкторію та дозволяють коригувати її на середині курсу. Бойова частина є частиною серії BLU-127/B, що має модульну конструкцію, що дозволяє поступове вдосконалення та майбутні модернізації.
У поєднанні ці компоненти дозволяють GBU-57A/B проникати на глибину до 60 метрів у стовбури 5,000 фунта на квадратний дюйм (0,03447 МПа) залізобетону та 8 метрів у залізобетон під тиском 10 000 фунтів на квадратний дюйм, що робить його найпотужнішою звичайною зброєю для проникнення в бункери, яка зараз є в арсеналі США.
GBU-57 наразі налаштований для розгортання суто на літаку B-2 Spirit, який здатний перевозити до двох одиниць. Майбутня інтеграція планується для B-21 Raider.

## Можливості
Існують суперечки щодо пробивної здатності цієї бомби. Повітряні сили США заявляють, що GBU-57 здатна проникати до 60 м (200 футів) невизначеного матеріалу перед вибухом. За повідомленням BBC, аналітики з Janes вважають, що бомба може проникати приблизно на 60 м (200 футів) у ґрунт або на 18 м (59 футів) у бетон. Це узгоджується з даними з іншого джерела, яке стверджує, що проникнення можливе до 18 м (59 футів) у залізобетон із міцністю на стиск 5000 psi (34 МПа) і до 2,4 м (8 футів) у бетон міцністю 10 000 psi (69 МПа).
Станом на 2012 рік, MOP не мала підривника, який розпізнає порожнини, тому вибухала лише після повної зупинки, навіть якщо пройшла повз цільову зону.
У бойових умовах наразі MOP може скидатися лише з літака B-2 Spirit, який здатний нести до двох таких бомб. У майбутньому її також зможе нести B-21 Raider. B-52 використовувався під час випробувань цієї зброї, але жодних модифікацій для бойових літаків цього типу для забезпечення її використання не було зроблено.

## Бойове застосування
Перше бойове застосування бомби GBU-57 MOP відбулося під час американських ударів по іранських ядерних об'єктах у Фордо, Натанзі та Ісфахані. Нальоти були здійснені зранку 22 червня 2025 року. Джерела розходяться щодо кількості скинутих бомб: за одними даними — 5 або 6, за іншими — 12 «бункеробійних» бомб скинули на Фордо і 2 — на Натанз.

## На озброєнні
- США
  -  Повітряні сили США — щонайменше 20 шт. станом на листопад 2015 року.[50][51][52][53][54]